# 黎庶昌
黎 庶昌（れい しょしょう、Li Shuchang、1837年 ‐ 1897年）は、清末の外交官。字は蒓斎。

## 経歴
貴州省遵義府遵義県沙灘出身。鄭珍について学んだ。1870年より呉江県・青浦県の知県を務めた後、曽国藩の幕僚となり、桐城派の文章を学んだ。張裕釗・呉汝綸・薛福成とともに「曽門四弟子」と称された。
1876年、郭嵩燾がイギリスに公使として赴くと、参事官として同行した。ベルギー、スウェーデン、ポルトガル、オーストリアを歴訪し、その記録を『西洋雑志』としてまとめた。1881年、何如璋の後任の公使として日本に派遣された。1884年に帰国したものの、1887年に再び駐日公使に就任した。公使在任中に中国国内ですでに散逸した古典籍の収集に尽力し、『古逸叢書』としてまとめた。離任時には日本人が列をなして送ったという。帰国後は川東道などの職についた。

## 栄典
- 1890年（明治23年）11月1日 - 勲一等旭日大綬章[1]

## 著書
- 『拙尊園叢稿』6巻
- 『丁亥入都記程』2巻
- 『西洋雑志』8巻
- 『古逸叢書』200巻